# The Letter with the Black Seals
The Letter with the Black Seals és una pel·lícula muda de l'Éclair American dirigida per Étienne Arnaud i interpretada per George Larkin, Muriel Ostriche i John Troyano entre d'altres. La pel·lícula es va estrenar el 2 d’abril de 1912.

## Argument
En morir l’oncle Bill en la seva cabana a l’oest americà, tots els seus vells companys i amics lamenten la seva mort, especialment el seu petit amic Kid, al qual estimava com el seu propi fill. Abans de morir, el vell Bill confia a Kid el seu testament per a que el lliuri a la seva neboda Kittie, de Nova York. En el testament es deshereta el seu nebot Ralph i deixa el seu ranxo a la neboda. El nebot, assabentat del canvi intenta casar-se amb Kittie i quan ella s’hi nega, la fa anar a un lloc per a ser segrestada per la banda de la màscara de seda. Kid i el seu amic Kit, que han arribat Nova York amb el testament la busquen i la segueixen fins a aquell lloc. Usant l’astúcia Kid enganya la banda i rescata a Kittie. La banda s’escapa en cotxe però té un problema amb els frens i cau al riu Hudson.

## Repartiment
- John Troyano (Kid)
- George Larkin (Kit)
- Muriel Ostriche (Kittie)
- Alec B. Francis (oncle Bill)
- John G. Adolfi (Ralph, el nebot)
- Julia Stuart (mare de Kittie)